# Endocytóza

Typy endocytózy

Endocytóza je proces, kterým buňky absorbují materiál (molekuly nebo i jiné buňky) z vnějšího prostředí, definovaného jejich cytoplazmatickou membránou. Tohoto procesu buňky (zvláště prvoci) využívají proto, že mnoho z látek, které jsou významné pro jejich vývoj (nebo je z jiného důvodu potřebné je pohltit – případ bílých krvinek) je polárních nebo jsou příliš velké na to aby mohly projít volně membránou. Jejím význačným rysem je, že vždy je látka absorbována za pomoci membránového váčku – vchlípeniny na plazmatické membráně, která pohlcovanou látku obklopí.

## Typy endocytózy
Endocytóza může být podle velikosti pohlcovaného materiálu a specifičnosti reakce rozdělena do tří typů:
- Fagocytóza – proces, kterým jsou pohlcovány relativně velké objekty. Příkladem je působení makrofágů, které v rámci imunitní reakce fagocytózou pohlcují antigeny (bakterie, viry a jiné cizí objekty).
- Pinocytóza – klasické vchlípení membrány tak aby vytvořila váček, který nasaje okolní tekutinu i s požadovanou látkou. Proces vyžaduje ATP.
- Endocytóza zprostředkovaná receptorem – je obdobná pinocytóze, s tím rozdílem, že velké extraceluární molekuly jako například bílkoviny jsou nejprve navázány na receptor, který je umístěn na povrchu membrány. Receptor vyvolá odezvu, která celý proces urychlí.

Endocytóza je opačný proces nežli exocytóza. V obou případech jde o součást vezikulárního transportu, což je činnost, kterou se vyznačují veškeré eukaryotické buňky.